# Epipactis meridionalis
Epipactis meridionalis är en orkidéart som beskrevs av Helmut Baumann och Richard Michael Lorenz. Epipactis meridionalis ingår i släktet knipprötter, och familjen orkidéer. Inga underarter finns listade i Catalogue of Life.